# María Bolívar
María Bolívar   (Maturín, 1975) és una advocada, comerciant i política veneçolana. Va ser candidata a la presidència de Veneçuela pel Partit Democràtic Units per la Pau i la Llibertat (PDUPL) en les eleccions presidencials de 2012 i 2013. A part, va participar en les eleccions regionals de Veneçuela de 2012 pel mateix partit, i va ser candidata per a l'alcaldia de Maracaibo a les eleccions municipals de Veneçuela de 2013.
El 2015, es postula pel circuit 4 de l'estat de Zulia, per diputada a l'Assemblea Nacional, a les eleccions parlamentàries de Veneçuela d'aquest any. Dos anys més tard es postula com constituientista en les eleccions a l'Assemblea Nacional Constituent de Veneçuela de 2017.

## Biografia
Bolívar va néixer a Maturín, per després migrar al costat dels seus pares a la ciutat de Maracaibo. Allà va cursar els seus estudis de secundària a Fe y Alegria i el Col·legi Epifania de lMaracaibo. El 2002 es va llicenciar la Universitat de Zulia com a advocada. Anys més tard es va casar amb el ciutadà portuguès Mario Vieira i van obrir junts a Maracaibo una coneguda fleca anomenada «Mayami» a la zona La Corba de Molina.

### Candidatura a la presidència de Veneçuela

#### 2012
Al febrer de 2012 va inscriure la seva candidatura pel Partit Democràtic Units per la Pau i la Llibertat (PDUPL) a les eleccions per a la presidència de Veneçuela realitzades el 7 d'octubre de 2012
El 23 d'agost de 2012, en una entrevista per al canal de notícies Globovisión, va tenir ressonància la impossibilitat de Bolívar d'entendre una pregunta de la periodista Aymara Lorenzo sobre com la candidata anava a controlar la inflació al país, i la frase «dame una ayudaíta» (dona'm una petita ajuda) la va fer molt coneguda a nivell nacional.
Bolívar va ocupar el cinquè lloc en les eleccions, obtenint 7308 vots, un 0,04% del total.

#### 2013
Després del decés del president Hugo Chávez i l'anunci de noves eleccions presidencials el 14 d'abril de 2013, Bolívar va confirmar la seva nova candidatura pel PDUPL per a la presidència de Veneçuela.
En aquesta candidatura, iniciada a Caracas, el seu pla de govern esmentava sobre que tots els veneçolans tinguin accés a les divises, educació gratuïta i altres serveis. A part, va informar la guerra mediàtica que tenien els candidats Nicolás Maduro i Henrique Capriles.
Bolívar va rebre en les eleccions 13.227 vots, que representen el 0,08% de les preferències, duplicant així la seva votació obtinguda per al mateix càrrec sis mesos abans i obtenint el quart lloc, on el candidat Nicolás Maduro del PSUV va resultar triomfador.

### Candidatura a la governació de l'estat de Zulia
El 12 d'octubre de 2012, va inscriure la seva candidatura pel Partit Democràtic Units per la Pau i la Llibertat (PDUPL) per a les eleccions regionals de Veneçuela realitzades el 16 de desembre de 2012, en elles Bolívar va competir amb Pablo Pérez (candidat de la Mesa de la Unidad Democrática i aspirant a la reelecció), Iris Rincón (candidata de NUVIPA) i Francisco Arias Cárdenas (candidat del PSUV).
Bolívar va ocupar el quart lloc en aquestes eleccions, amb 620 vots, un 0,04% del total, on el candidat oficialista Arias Cárdenas va guanyar la governació de l'estat de Zulia, amb 755.632 vots, un 52,19% del otal dels vots escrutats.

### Candidatura a l'alcaldia de Maracaibo
Bolívar va anunciar al programa Espositivo, de canal zulià Aventura Televisión, que seria de nou candidata. Aquest cop, ostentaria al càrrec de l'alcaldia de Maracaibo, pel mateix partit polític, el PDUPL.
Aquestes eleccions municipals es van celebrar el dia 8 de desembre de 2013, a on la candidata va obtenir el quart lloc amb 1723 vots (un 0,30% escrutat), perdent d'aquesta manera davant Eveling Trejo de Rosales, qui va resultar reelegida com a alcaldessa.

### Candidatura a l'Assemblea Nacional de Veneçuela
La política va anunciar a través de les xarxes socials que seria candidata pel circuit 4, que correspon a les parròquies Venancio Pulgar, Idelfonso Vásquez, i Antonio Borjas Romero de la ciutat de Maracaibo, estat de Zulia, per a ser diputada a l'Assemblea Nacional de Veneçuela, recolzada pel partit PDUPL. Les eleccions es van realitzar el 6 de desembre de 2015 i Bolívar no va resultar electa.

### Candidatura a l'Assemblea Nacional Constituient de 2017
Maria Bolívar es va preinscriure i va ser admesa pel Consell Nacional Electoral (CNE) com a candidata a l'Assemblea Nacional Constituent de 2017, postulant pel sector Banca-Comerç, al·legant que no s'han de «abandonar els espais que permetin el canvi que reclamen els veneçolans».